# Bezirk Gablonz an der Neiße

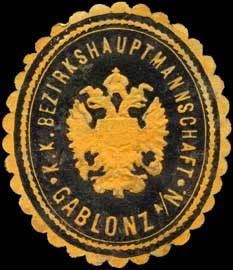
Bezirkshauptmannschaft Gablonz – Siegelmarke

Der Bezirk Gablonz an der Neiße (tschechisch politický okres Jablonec nad Nisou) war ein Politischer Bezirk im Königreich Böhmen. Der Bezirk umfasste Gebiete in der Reichenberger Region. Sitz der Bezirkshauptmannschaft (tschechisch Okresní hejtmanství Jablonec nad Nisou) war die Stadt Gablonz an der Neiße (Jablonec nad Nisou). Das Gebiet gehörte seit 1918 zur neu gegründeten Tschechoslowakei und ist seit 1993 Teil Tschechiens.

## Geschichte
Die modernen, politischen Bezirke der Habsburgermonarchie wurden 1868 im Zuge der Trennung der politischen von der judikativen Verwaltung geschaffen.
Der Bezirk Gablonz an der Neiße wurde 1868 aus den Gerichtsbezirken Tannwald und Gablonz an der Neiße gebildet.
Im Bezirk Gablonz an der Neiße lebten 1869 52.428 Personen, wobei der Bezirk ein Gebiet von 3,7 Quadratmeilen und 22 Gemeinden umfasste.
1890 beherbergte der Bezirk 84.547 Menschen, die auf einer Fläche von 210,22 km² bzw. in 30 Gemeinden lebten.
Der Bezirk Gablonz an der Neiße umfasste 1910 eine Fläche von 210,11 km² und beherbergte eine Bevölkerung von 98.991 Personen. Von den Einwohnern hatten 1910 90.939 Deutsch als Umgangssprache angegeben. Weiters lebten im Bezirk 6.568 Tschechischsprachige und 1.484 Anderssprachige oder Staatsfremde. Zum Bezirk gehörten zwei Gerichtsbezirke mit insgesamt 31 Gemeinden bzw. 33 Katastralgemeinden.

## Gemeinden
Der Bezirk Gablonz an der Neiße umfasste Ende 1914 die 31 Gemeinden Albrechtsdorf (Albrechtice), Antoniwald (Antonínov), Dalleschitz (Dalešice), Dessendorf (Desná), Untermaxdorf (Dolní Maxov), Obermaxdorf (Horní Maxov), Labau (Huť), Gablonz an der Neiße (Jablonec), Schlag (Jablonecké Paseky), Johannesberg (Janov), Hennersdorf (Jindřichov), Josefsthal (Josefův Důl), Kukan (Kokonín), Schumburg-Gistei (Krásná-Jistebsko), Lautschnei (Loučná), Wiesenthal an der Neiße (Lučany), Luxdorf (Lukášov), Marschowitz (Maršovice), Grünwald bei Gablonz an der Neiße (Mšeno), Neudorf (Nová Ves nad Nisou), Polaun (Polubný), Stephansruh (Příchovice), Proschwitz (Proseč), Puletschnei (Pulečný), Radl (Rádlo), Reichenau (Rychnov), Reinowitz (Rýnovice), Morchenstern (Smržovka), Schumburg an der Desse (Šumburk nad Desnou), Tannwald (Tanvald) und Seidenschwanz (Vrkoslavice).